# Helionidia ushae
Helionidia ushae är en insektsart som beskrevs av Irena Dworakowska 1992. Helionidia ushae ingår i släktet Helionidia och familjen dvärgstritar. Inga underarter finns listade i Catalogue of Life.